# デス (テレビドラマ)
『デス』（原題: Des）は、2020年にITVで放送されたイギリスのテレビドラマシリーズ。実在の連続殺人犯デニス・ニルセンを描く。出演はデイヴィッド・テナント、ダニエル・メイズ、ジェイソン・ワトキンなど。全3話のリミテッドシリーズで、イギリスでは2020年9月14日からITVで放送された。日本では、2020年11月にSTARZPLAYから日本語字幕・吹き替え版が配信開始された。

## あらすじ
1983年、イギリスのホーンジー警察は数年に渡りおぞましい殺人を繰り返した連続殺人犯デニス・ニルセンを捕まえた。ピーター・ジェイ警部は、平然と容疑を認めるニルセンの真相に迫っていく。

## キャスト
デニス・ニルセン
演 - デイヴィッド・テナント
ピーター・ジェイ警部
演 - ダニエル・メイズ
Brian Masters
演 - ジェイソン・ワトキンス
DSI Geoff Chambers
演 - ロン・クック
DI Steve McCusker
演 - バリー・ウォード
DC Brian Lodge
演 - ドク・ブラウン
Douglas Stewart
演 - ロス・アンダーソン
Carl Stottor
演 - ローリー・キナストン
Allan Green QC
演 - ジェイミー・パーカー
Ivan Lawrence QC
演 - ピップ・トレンス
David Croom-Johnson
演 - ケン・ボーンズ
Lesley Mead
演 - シャネル・クレスウェル

## エピソード
| シーズン | シーズン | 話数 | 話数 | 放送期間      | 放送期間      |
| シーズン | シーズン | 話数 | 話数 | 初回放送      | 最終回放送    |
| -------- | -------- | ---- | ---- | ------------- | ------------- |
|          | 1        | 3    | 3    | 2020年9月14日 | 2020年9月15日 |

## 製作
2019年11月、本作の製作が開始される。本作はITVで放送されてきた英国の有名な殺人事件を描くシリーズの第9弾となる。 